# Hello Ladies
Hello Ladies est une série télévisée de type sitcom américaine en huit épisodes de 29 minutes créée par Stephen Merchant, Lee Eisenberg (en) et Gene Stupnitsky, diffusée entre le 29 septembre 2013 et le 17 novembre 2013 sur HBO. Le 23 janvier 2014, HBO a annulé la série qui ne comportera donc qu'une seule saison.
En France, la série a été diffusée sur OCS City, mais reste inédite dans tous les autres pays francophones.

## Synopsis
Cette sitcom met en scène Stephen Merchant jouant le rôle de Stuart Pritchard. Travaillant dans le web design, c'est un homme célibataire cherchant l'amour dans la ville de Los Angeles. Mais ses techniques de drague le mettent sans cesse dans des situations embarrassantes et se retournent contre lui, les tentatives d'approche tombent ainsi souvent à l'eau. Plus généralement ses bourdes vis-à-vis des autres personnages constituent tout le ressort comique de la série.

## Distribution

### Acteurs principaux
- Stephen Merchant (VF : Emmanuel Curtil) : Stuart Pritchard
- Christine Woods (VF : Julie Dumas) : Jessica Vanderhoff
- Nate Torrence (VF : Fabrice Trojani) : Wade Bailey
- Kevin Weisman (VF : Jérôme Pauwels) : Kives
- Kyle Mooney (en) (VF : Laurent Morteau) : Rory

### Acteurs récurrents
- Sean Wing (en) (VF : Sébastien Desjours) : Glenn
- Heather Hahn (VF : Anouck Hautbois) : Kimberly
- Reece Caddell (VF : Gwenaëlle Jegou) : Cassidy
- Crista Flanagan (en) (VF : Marie-Laure Dougnac) : Marion
- Jenny Slate (VF : Dorothée Pousséo) : Amelia Gordon

- Version française
  - Société de doublage : Technicolor[2]
  - Direction artistique : Marc Bacon[2]
  - Adaptation des dialogues : Sophie Désir, Valérie Marchand et Marc Bacon[2]

Source VF : Doublage Séries Database

## Production

### Développement
Le 23 janvier 2014, HBO a annulé la série. Un épisode spécial sera produit afin de clore l'arc de Stuart.

## Épisodes
1. titre français inconnu (Pilot)
2. titre français inconnu (The Limo)
3. titre français inconnu (The Date)
4. titre français inconnu (The Dinner)
5. titre français inconnu (Pool Party)
6. titre français inconnu (Long Beach)
7. titre français inconnu (The Wedding)
8. titre français inconnu (The Drive)

## Générique
La musique du générique d'ouverture est Alone Too Long de Hall and Oates. La musique du générique de fin diffère à chaque épisode :
- Épisode 1 : Kiss You All Over de Exile
- Épisode 2 : Look Who's Lonely Now de Bill LaBounty
- Épisode 3 : You Belong to the City de Glenn Frey
- Épisode 4 : Year of the Cat de Al Stewart
- Épisode 5 : The Guitar Man de Bread
- Épisode 6 : Get It Right Next Time de Gerry Rafferty
- Épisode 7 : Oh Yeah de Roxy Music
- Épisode 8 : Marriage Bureau Rendezvous de 10cc

## Suite
Un film concluant la série, intitule Hello Ladies: The Movie est sortie en 2014.